# 亀谷凌雲
亀谷 凌雲（かめがい りょううん、1888年4月9日 - 1973年3月16日）は、元浄土真宗の僧侶（住職）で、後にキリスト教（プロテスタント）に改宗して牧師になった人物。日本基督教団富山新庄教会を設立した。

## 生涯

### 僧侶時代
1888年(明治21年)富山県新庄町(現、富山市荒川)の浄土真宗大谷派正願寺の住職の息子として生まれた。親鸞の直系である蓮如から、18代の末裔である。　
十七代目住職である父が2歳の時、山崩れのため大水が出て、家族は助かったが、寺は流され無一文になった。父は無理をして新庄町に寺を再建したが、借金を負い、檀家も少なくなって生活は貧しかった。
僧侶となる教育を受けて、富山中学校卒業後、第四高等学校 (旧制)で、倫理の時間に西田幾多郎よりキリスト教の説明を聞いたが、その時はよくわからず仏教の信仰を熱心に求めていた。東京帝国大学では、井上哲次郎と波多野精一から哲学、姉崎正治から宗教学を学ぶ。
在学中は、「明治の親鸞」といわれた真宗大谷派僧侶近角常観が、青年の信仰教育のために東京本郷で主宰していた求道学舎に懇願して入り、大学の三年間と大学院の一年の四年間教育を受け、深い感化を受けた。
一方でキリスト教に触れ聖書を読み始めた。日曜日にのぞいた本郷の救世軍小隊で山室の説教「祈祷の力」を聞いて感動を受け、東京を去るまでの一年間、日曜の午前中は近角の話、午後は山室の話を熱心に聞き続けた。

### 小樽時代
大学二年の時父が死んだので、寺を継がなければならなくなったが、勉強がしたくて大学院に進んだ。また寺で結婚式を挙げた。いつまでも実家の世話になるわけにいかず北海道小樽中学の教師となった。小樽にも寺はあったが、信仰のためというより仏事行事のためだけの寺であったので満たされず、研究にもならなかったので、札幌の北海道大学総長佐藤昌介や、ホームズ宣教師をよく訪問してキリスト教について学んだ。
その頃全国的に伝道をしていた当時救世軍に所属していた金森通倫が小樽に来て伝道集会を行った。出席した凌雲は「神、罪、救い」についての金森の熱烈な話に強く打たれたが、一緒に祈った際に金森が言った言葉に反発を感じて葛藤する。しかし祈るようにと言われた言葉が心に残り、神に祈り始める。一年ほどで小樽中学の解雇宣告を受け落胆しかけたが、下宿に帰ると母校の富山中学から教師に来てほしいと依頼状が届いていた。小樽時代は、新婚の妻を老母の世話のために富山に残しての単身赴任だったので、郷里に戻れることは願わしいことだった。

### クリスチャン時代

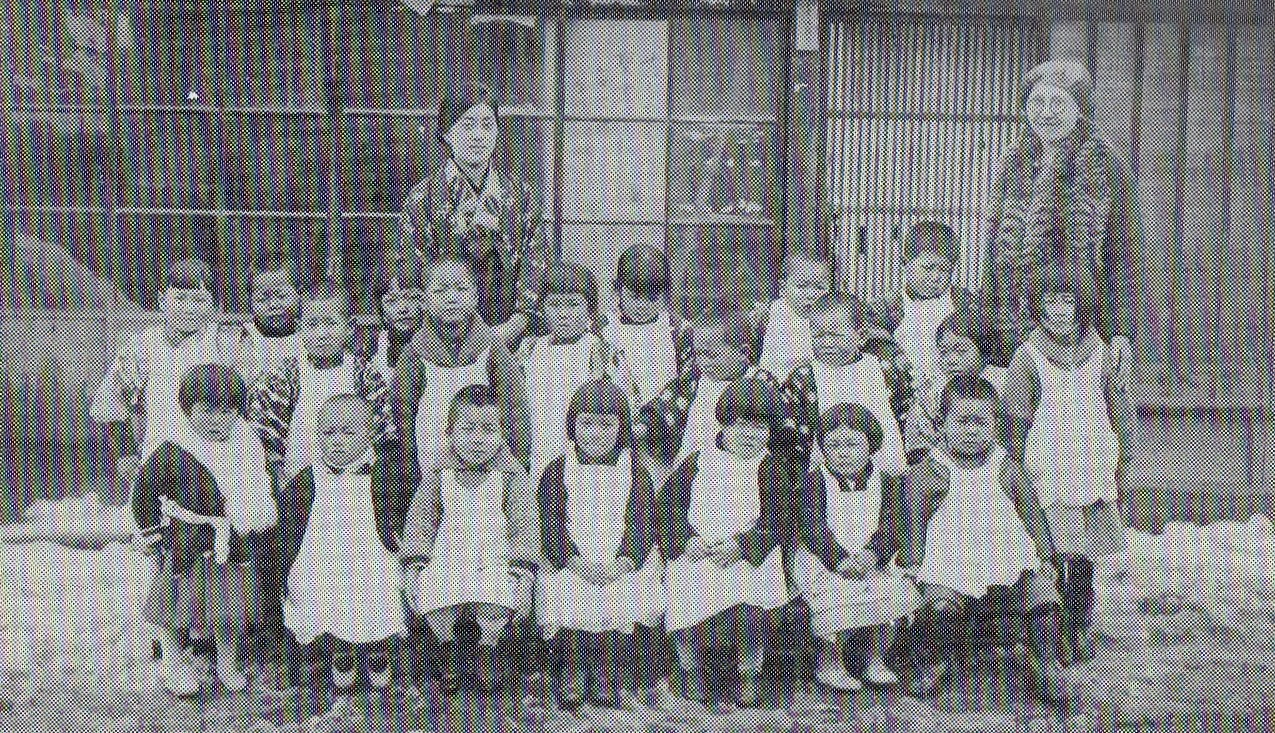
富山県の青葉幼稚園分園のアームストトング宣教師

1917年（大正6年）、人間の死という大問題がイエス・キリストの復活の出来事において成就されているのを知り、9月23日に富山市上り立町メソジスト教会で、メソジスト派のE・C・ヘガニー宣教師より洗礼を受ける。最初は、住職の仕事をしながらキリスト教を信仰していたが、後に家族に打ち明けて、妻や母親になどの大反対をうける。一時はキリスト教信仰を捨てることも考えたが、正式にキリスト教信者になることを決意し、ウィリアム・メレル・ヴォーリズとの出会いがきっかけとなり、近江兄弟社聖書学校へ入学する。

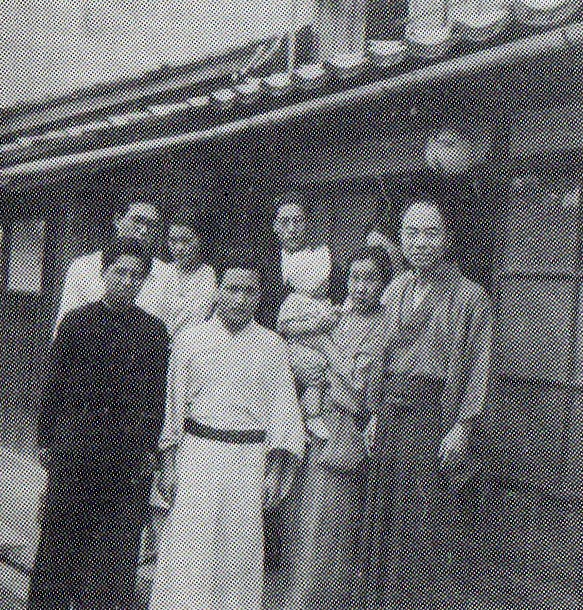
富山新庄教会の前の亀谷凌雲(50歳)

本願寺に聖書1冊と金森通倫の『信仰のすすめ』を贈り、除名を申し出、直接献身して東京神学社で学び、植村正久らに薫陶を受けた。

### 富山新庄教会牧師
牧師になり、1919年(大正8年)家を購入して、9月から、亀谷夫妻で移り住む。富士見町教会牧師植村正久らの尽力で、地元をカルバリ山(ゴルゴダの丘)とみなして、富山新庄教会を設立する。1920年に富山日本基督教会の牧師を兼務する。アームストロング宣教師が新庄伝道所に幼稚園を設立する。
1925年6月18日亀谷愛子夫人が亡くなる。1926年に堀内千代子と再婚する。
1951年(昭和26年)に自伝として『仏教から基督へ―溢るゝ恩寵の記―』を著す。
1969年(昭和44年)牧師を引退し、名誉牧師になり篠原愛義が牧師に就任する。1972年(昭和47年)10月17日、昏睡状態に陥り、翌年1973年(昭和48年)3月16日に死去する。3月19日に葬儀が行われ、5月13日に記念礼拝が行われる。
亀谷は、キリストは仏教の破壊者ではなく、完成者であるとの信仰を持ち、富山での郷里伝道に終生仕えた。

## 神学

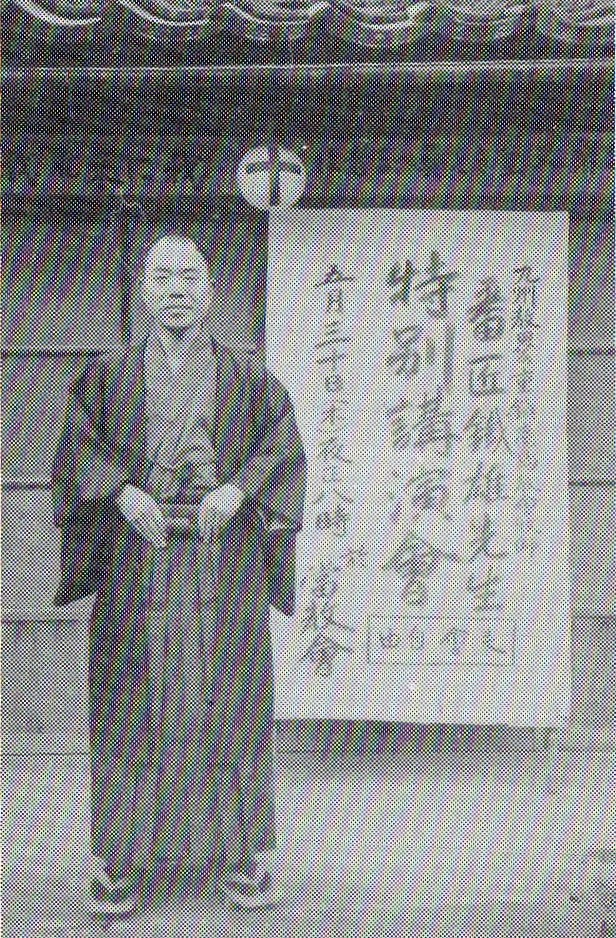
富山新庄教会の前の亀谷凌雲牧師

『平家物語』の「祇園精舎の鐘の声 諸行無常の響きあり 沙羅双樹の花の色 盛者必衰の理をあらはす」を引用する。そして、この無常観は仏教専有のものではないとし、「コヘレトの言葉(伝道者の書)」第1章第2-14節、「ペトロの手紙一」第1章第24-25節、「マタイ伝」第24章第35節を引用する。
仏教は罪障に悩み、他力の本願を立てた。親鸞は罪責観に徹した。「ローマ書」（第3章第10-18節、第7章第18-25節）を読んで、この罪責観が聖書にあると悟った。使徒パウロは自分を「罪人のかしら」と呼んでいる。神に対して罪を犯した人類が滅ぼされるべきというのは、必然である。
仏教の目的は、罪障宿業を断絶することにあり、弥陀による救いを求めていた。救いの宣布者ではなく、救い主ご自身を見たいと願っていた。「それがキリストご自身である」と確信した。救い主として肉体をもって地上に来たり、十字架において罪からの救いを与えてくださり、これを信じる者は、十字架のいさおしによって永遠に罪から解放され、救われて永遠に神の民となる、と信じた。仏教の罪業から断絶され、神に反逆した罪から救われた。「実にキリストによるのほか、この神への大罪よりの救いは他に全くないのだ。十字架による罪よりの永遠の救い！全人類よ、心より悔い改めてとこしえのこの御救いに与かれ！」。さらに復活の希望、聖霊の恵み、教会の活動、天国の富、再臨の待望について語っている